# Atletica leggera ai XVII Giochi paralimpici estivi - Lancio del disco femminile
Ai XVII Giochi paralimpici estivi le competizioni del lancio del disco femminile si sono svolte tra il 30 agosto e il 6 settembre 2024 presso lo Stade de France di Parigi.

## Risultati
Di seguito sono riportati i podi di tutte le gare del lancio del disco femminile per ogni classe di competizione. Maggiori dettagli sulle singole gare si trovano nelle pagine dedicate.

### F11
| 1º    | 2º    | 3º    | 4º    | 5º | 6º    |
| 35,93 | 39,08 | 38,50 | 37,89 | x  | 37,13 |

| 1º | 2º | 3º    | 4º    | 5º    | 6º    |
| x  | x  | 36,07 | 38,01 | 30,85 | 34,74 |

| 1º    | 2º    | 3º    | 4º | 5º    | 6º    |
| 37,65 | 37,67 | 37,03 | x  | 34,22 | 37,31 |

### F55
| 1º    | 2º    | 3º    | 4º    | 5º    | 6º    |
| 24,45 | 26,70 | 25,59 | 24,96 | 26,04 | 25,06 |

| 1º    | 2º    | 3º    | 4º    | 5º    | 6º    |
| 24,08 | 24,39 | 26,39 | 26,08 | 26,10 | 26,67 |

| 1º   | 2º    | 3º    | 4º    | 5º    | 6º    |
| 4,99 | 25,22 | 25,81 | 25,05 | 19,49 | 24,93 |